# Rivula niphodesma
Rivula niphodesma är en fjärilsart som beskrevs av Edward Meyrick 1891. Rivula niphodesma ingår i släktet Rivula och familjen nattflyn. Inga underarter finns listade.